# Непозбувна бентега
Непозбу́вна бенте́га — мем, що набув значного поширення у 2017 році після виходу українського перекладу роману «Маг» Джона Фаулза у видавництві «КСД», де це словосполучення вперше вжив перекладач Олег Король. За словами письменника Андрія Любки, виникнення цього мему є «символом живучості української мови», оскільки показує що українська мова здатна творити нове словництво, у тому числі популярні меми на кшталт «непозбувна бентега».

## Історія виникнення мему

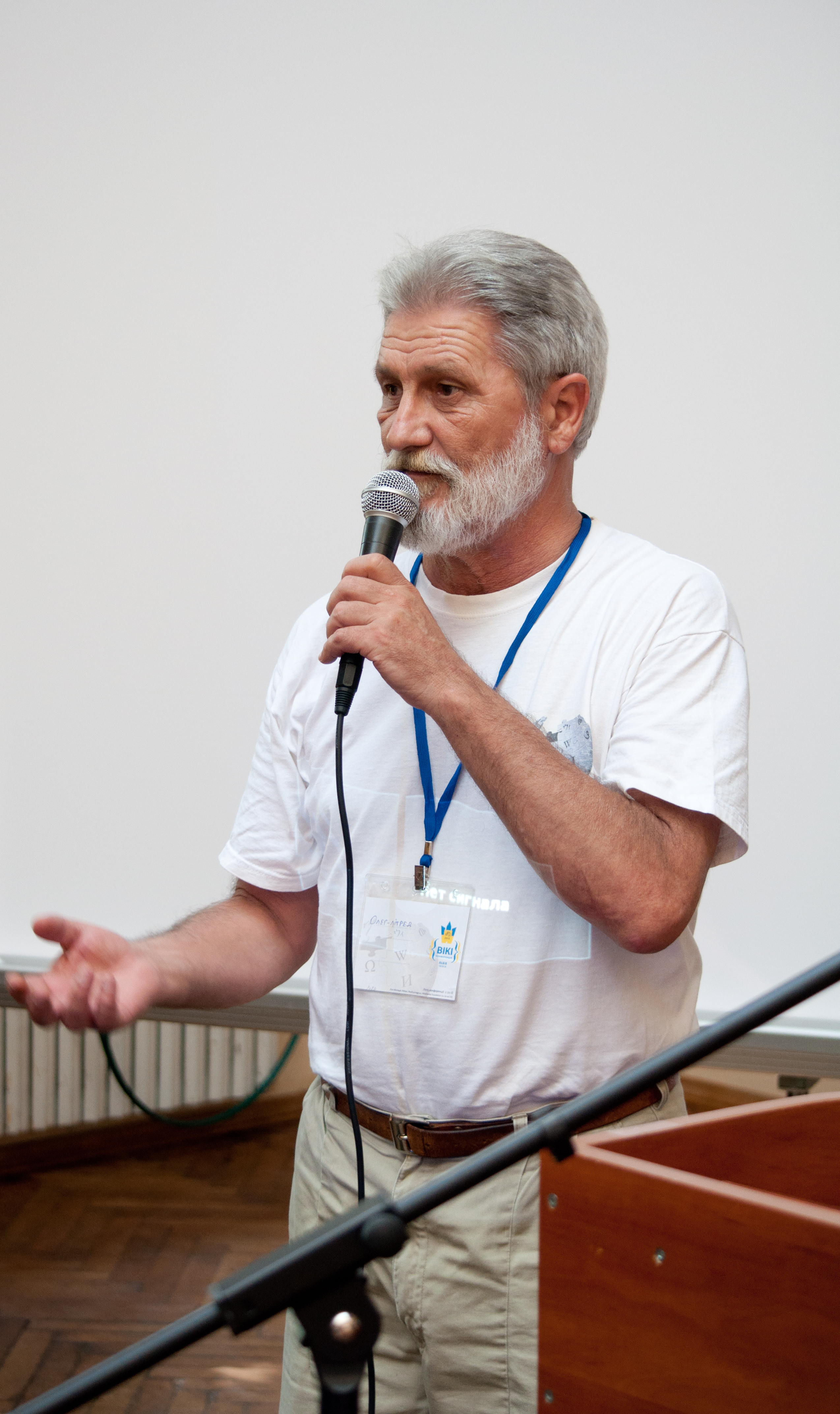
Олег Король

Вперше мем використано на фейсбуку 12 січня 2017 року в обговоренні теми якості перекладів і видань художніх творів. Автор словосполучення — перекладач «Мага» Олег Король.
Мем «непозбувна бентега» дуже швидко набув популярності і за обсягом дискусій, обговорень і жартів досяг такого ж поширення, як і один з очевидних лідерів 2016 року — «Горішні Плавні». Одним з ключових приводів стали жартівливі дискусії про введення інституту «мовних патрулів» на розвиток проєкту «Закону про державну мову» № 5670, поданого на розгляд парламенту 19 січня.
Історію цього мему досить докладно описано у матеріалі Марини Однорог «#Непозбувнабентега — родом із вінницької книгарні»: першим, хто звернув увагу інтернет-спільноти на мовні особливості українського «Мага», став консультант книгарні «Є» Сергій Рибницький, а далі ті пости помітила поетеса Ніка Новікова.

## Реакція суспільства
Як зазначено на сайті «Читомо.com», «У соціальних мережах не вщухають суперечки щодо нового проєкту „Вавилонської бібліотеки“ — перекладу роману Джона Фаулза „Маг“, який видали у „Клубі Сімейного Дозвілля“. Подія спричинила дискусію, що загострила увагу на кадровій готовності ринку в контексті перекладів та редагування, а також — професійну етику. Читомо зібрало відгуки користувачів про видання.».

## Приклади вживання
Приклади вживання виразу:
- «Гаррі оповила непозбувна бентега через відсутність вісток від свого хрещеного батька та друзів» // Перше вживання виразу «непозбувна бентега» в Українській Вікіпедії 17 січня 2017 року у статті «Гаррі Поттер і Орден Фенікса (фільм)»;
- «Колись в Україні, може, навіть знімуть кримінальну драму „Непозбувна бентега в Горішніх Плавнях“» // Захід.net, 18 січня 2017 //[4];
- «Лавров розповів про непозбувну бентегу після заяви Порошенка» // Українська правда, 23 січня 2017 р.[5];
- « — Ти збентежений? — Так. Добре слово. Саме так. Якась… непозбувна бентега». // Український переклад роману Ніла Ґеймана «Американські Боги», 2017[6]

### Вживання слова «бентега» в літературі
- У своєму романі Собор, виданому вперше у 1968 році, Олесь Гончар вжив слово «бентега» (Уже минула його, коли він, відчувши якусь бентегу, окликнув: — Дочко, а вернись-но сюди)[7]
- У 1970-их Василь Стус написав вірша «І ніч ночей, і стогін паровозів» де вжив слово «бентега» (Грудних бентег — ані передихнути, зажеврів жаль моїх старих батьків)[8]
- У своєму романі «Синьоока Тивер», вперше надрукованому у 1983 році, Дмитро Міщенко вжив слово «бентега» (Бачила, князь Волот пасе за нею оком. …Це бентежило, а бентега червонила, мабуть, вид, бо прикипів за якимсь разом до того виду очима і не відвів уже їх)[9]
- У своєму романі «Яса», вперше надрукованому у 1987 році, Юрій Мушкетик вжив слово «бентега» (А ще вона нагадала, боляче нагадала, що його ждання минулося, що нічого гарного, незвіданого попереду немає і немає довкруж ніяких таємниць. А тільки ж ними живе людина. Вони — у серці, в ньому бентега любові і радість батьківства — дитини на руках.. Його вже справді не жде ніяка бентега, хіба що — бентега смерті в бою)[10]
- У 1995 було видано збірку поезій з назвою «Бентега» письменником Євменом Доломаном[11].
- У своєму романі «Загальний аналіз», вперше надрукованому у 2010 році, Олександр Ірванець вжив слово «бентега» (Та й запах крові.. вабив і бентежив. Ця бентега ще більше посилилася, коли істота раптом заточилася, похитнулась, зігнулась у попереку…)[12]

## Сестринські меми
Одночасно з «непозбувною бентегою» набули поширення інші яскраві меми, що з'явилися завдяки українському перекладу роману «Маг»:
- «грана дикунка»,
- «невиразна будучина»,
- «дрочитеся зі мною»,
- «бездуховна каламуть»,
- «губорозпусна вітальня»,
- «він шляхтує на придибання будинку»,
- «вмоторює своїм „Порше“»,
- «катапітулює означену ляльку»,
- «притулок для знепучених дружин».